# Parc El Capricho
Pour les articles homonymes, voir El Capricho.
Le parc El Capricho est un espace vert et un jardin historique du quartier d'Alameda de Osuna, dans le district de Barajas, au nord-ouest de la ville de Madrid. 

## Présentation
D'une superficie de 14 hectares, il est considéré comme l’un des plus beaux parcs de la ville, avec des monuments importants, la place du Capricho, le palais, l’étang, la place des Empereurs, les fontaines aux dauphins et celles des grenouilles.
Il mêle les influences anglaise, française et italienne des XVIIIe et XIXe siècles et constitue l’unique jardin romantique de Madrid, avec notamment son labyrinthe d’arbustes, ses bâtiments, placette, ermitage, salon de danse en plus des ruisseaux et étangs qui le parcourent avec leurs cygnes et canards.

## Histoire

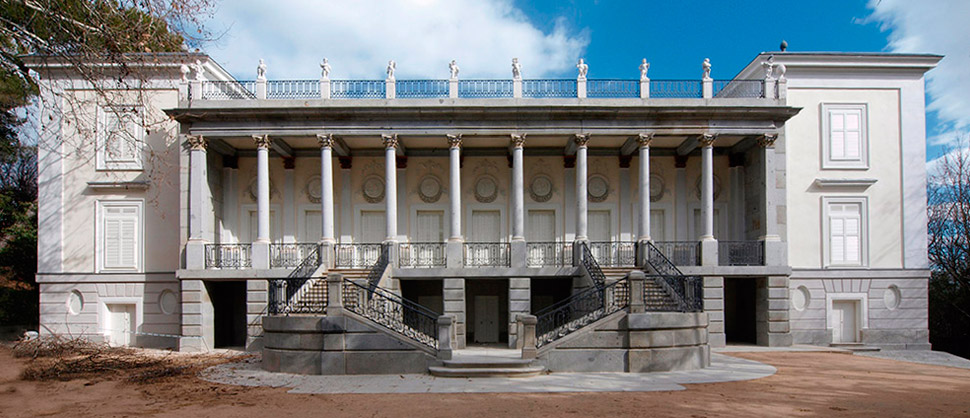
Le palais des ducs d'Osuna.

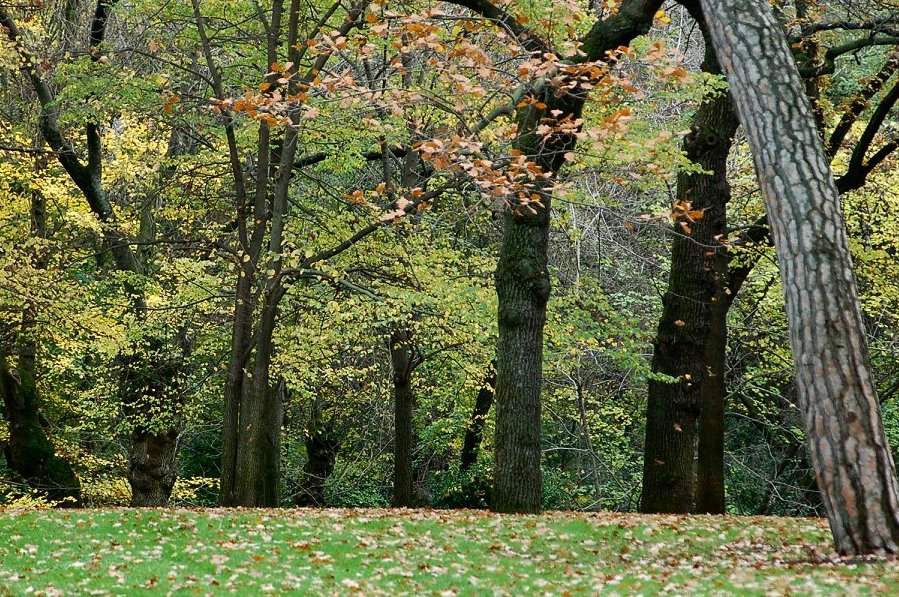
Le parc en automne.

María Josefa Pimentel (1752–1834), mariée avec le neuvième duc d’Osuna Pedro Téllez-Girón, est au XVIIIe siècle l’une des dames les plus importantes de la noblesse et mécène majeure.
En 1783, elle achète des terrains hors de Madrid pour y construire une maison et des jardins d’agrément. L’année suivante, l’architecte de la cour Pablo Boutelou, expose un projet initial et les travaux commencent en 1787. Francisco de Goya fut chargé de travailler à une série de Tableaux pour la promenade des ducs d'Osuna aujourd'hui dans des collections privées. L'aménagement ne s'achèvera que 52 ans plus tard, en 1839, cinq ans après la mort de la duchesse.
La conception des jardins revient à Jean-Baptiste Mulot, qui avait travaillé à la Cour de France. La duchesse ordonne la construction d’étangs qui relient le canal principal qui parcourt le parc avec le salon de danse, où sont données des fêtes. Cet édifice ouvre sur une petite cascade qui fournit l’eau à l’ensemble du parc. Elle fait également planter partout sa fleur favorite, le lilas.
Lors de l’invasion napoléonienne de 1808, l’ensemble passe aux mains du général français Agustin Belliard qui l’utilisa pour ses troupes. Après le retrait de l’armée française, le lieu est restitué à la duchesse, qui le remet en état. Elle y fait replanter des arbres, construire un kiosque à musique, ajouter une placette, réalisée par Martín López Aguado. On y élève quatre colonnes en relief symbolisant les quatre saisons.
En 1834, après la mort de la duchesse d’Osuna, la propriété revient à son petit-fils Pedro Alcántara, qui charge López Aguado de nouvelles constructions, donc une zone d’exèdres sur la place des Empereurs dédiée à sa grand-mère, toujours entourée d’une abondante végétation. Après la mort de Pedro Alcántara en 1844, le parc est cédé à son frère qui l’abandonne, jusqu’à le vendre aux enchères en 1882.
Sous la Seconde République espagnole, le parc est déclaré « jardin historique », sans que cette décision ait la moindre conséquence. Durant la guerre d’Espagne, des abris antiaériens souterrains sont construits dans le parc où se trouve le centre de commandement central de l’armée, dirigé par le général
Miaja et surnommé la « position Jaca ». Aux alentours du parc, on peut encore voir les vestiges des aérations des refuges souterrains.
En 1943, il est alors déclaré « jardin artistique ».

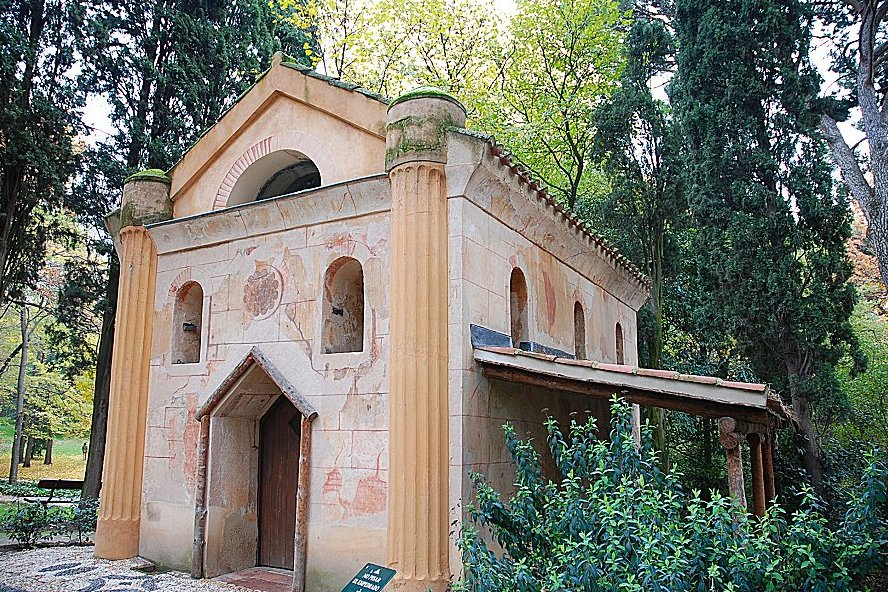
L'ermitage.

Enfin, après trois décennies d’abandon relatif, il est racheté en 1974 par la mairie de Madrid et déclaré en 1985 « Bien d'intérêt culturel ». Un an plus tard des travaux de restauration  sont entrepris qui se poursuivent jusque dans les années 2010.

## Plan

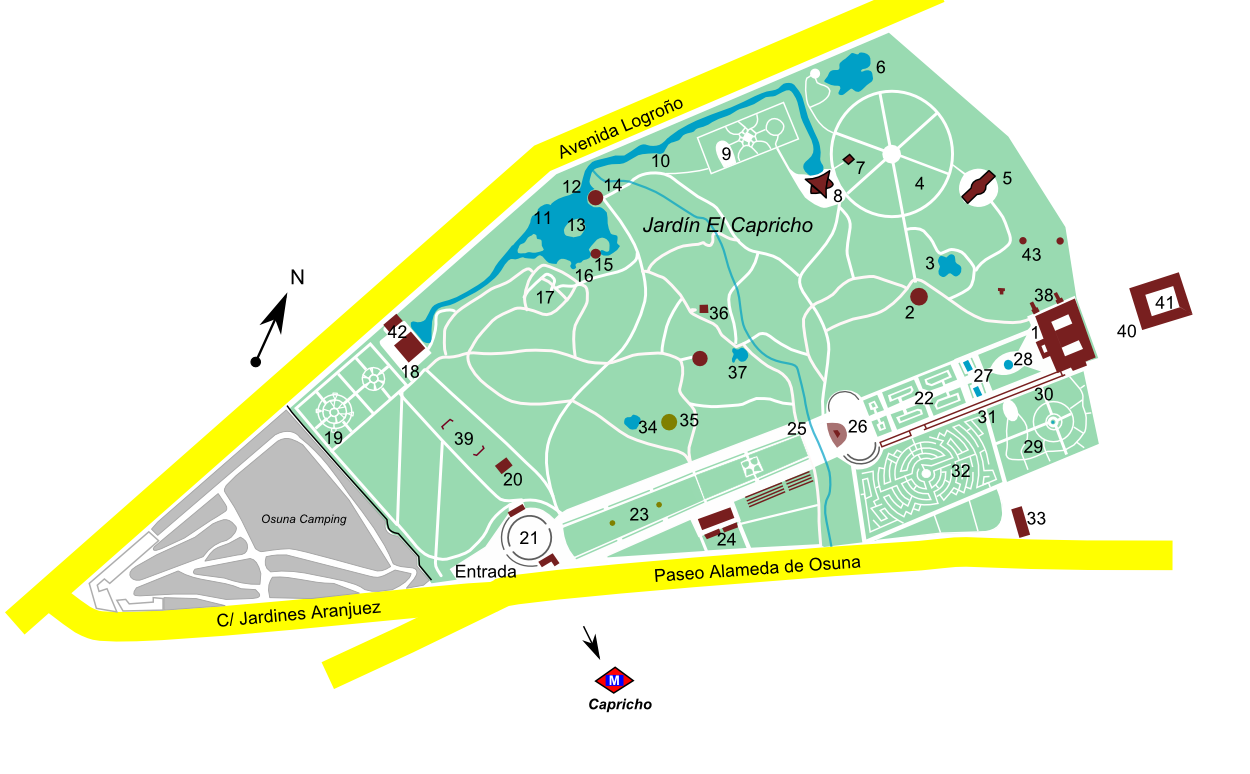
1. Palais 2. Petit temple 3. Étang aux cygnes 4. Roue de Saturne (obélisque) 5. Ruches 6. Étang des tanches 7. Ruine ou maison de l'artilleur 8. Batterie ou fortin 9. Zone de jeu 10. Rivière 11. Lac 12. Pont de fer 13. Île et monument au troisième duc d'Osuna 14. Maison de roseaux 15. Pavillon de nattes 16. Kiosque et embarcadère 17. Montagnes russes 18. Kiosque de danse 19. Jardin de fleurs 20. Maison de la vieille 21. Arènes 22. Parterre 23. Colonne des duellistes 24. Hibernarium 25. Pont sur le ravin 26. Exèdre et place des Empereurs 27. Étang du Parterre 28. Fontaine aux dauphins 29. Jardin de la source aux grenouilles 30. Grotte du jardin de la source aux grenouilles 31. Grotte du labyrinthe 32. Labyrinthe 33. Maison aux vaches 34. Nouvel étang 35. Place aux platanes 36. Ermitage 37. Étang aux canards 38. Refuge (bunker) 39. Poudrière 40. Place de la fontaine 41. Maison des officiers 42. Toilettes publiques 43. Ventilateurs du bunker.

## Soirées du Capricho
Depuis 2005 se produisent dans le parc des événements culturels nommés « soirées du Capricho ».